# Свята ампула

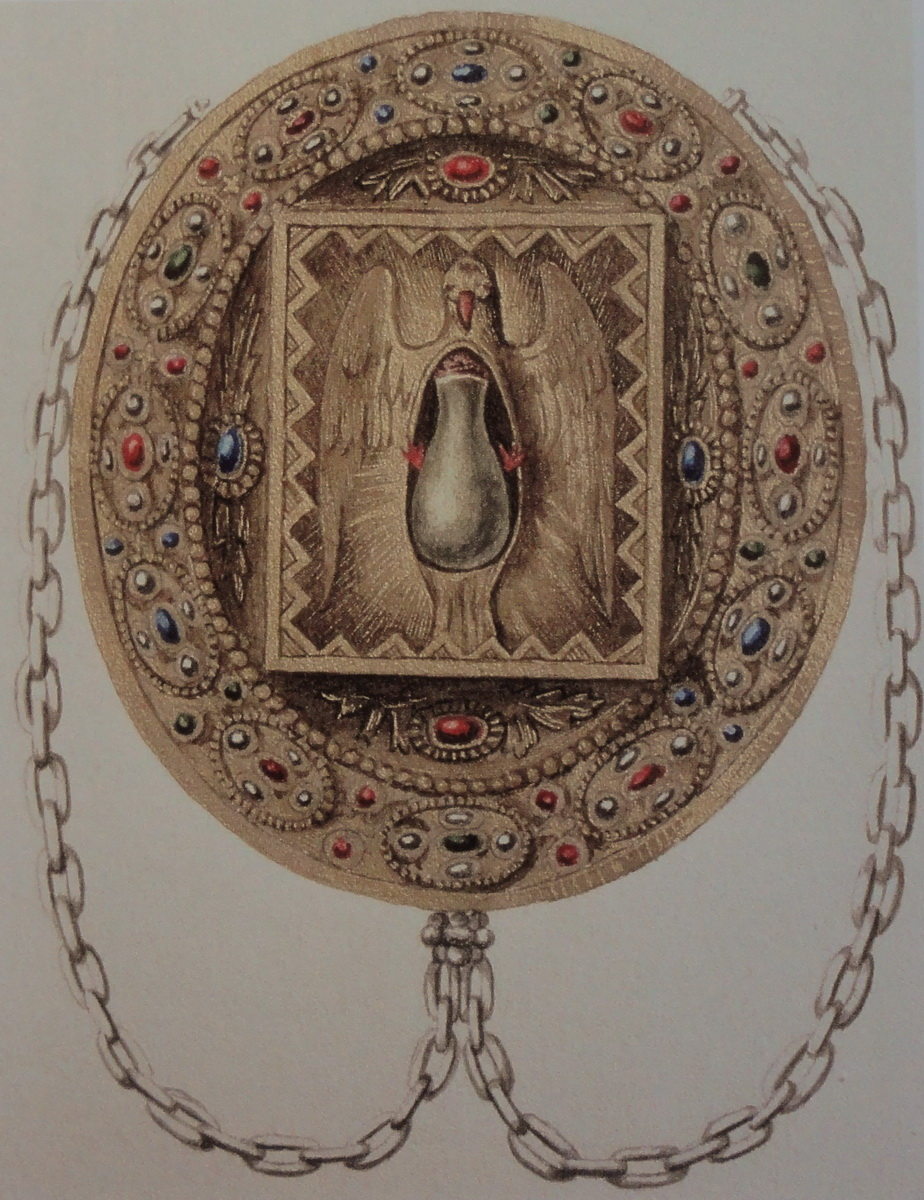
Свята ампула в ларчику (літографія, 1843)

Свята́ а́мпула (фр. Sainte Ampoule), або Ре́ймська а́мпула (лат. Ampulla Remensis) — у середньовіччі та ранньому новому часі клейнод і реліквія французьких королів, яка використовувалася під час коронації. Скляна ампула (чаша) зі священною олією, необхідною для помазання на трон. За легендою, вперше вжита у V столітті в ході хрещення франкського короля Хлодвіга. Перше документально засвідчене використання ампули — 1131 рік, коронація Людовіка VII. Під час коронації ампулу тримав ланський єпископ. Зберігалася в Базиліці святого Ремігія в Реймсі (коронаційна олія так само зберігалася у Реймському архієпископстві). Востаннє використана 1774 року на коронації Людовіка XVI. Знищена французьким плебсом 7 жовтня 1793 року під час Французької революції. Уламок розбитої ампули, виявлений 1821 року і визнаний автентичним, був прироблений до нової ампули, яку виготовили для коронації Карла X в 1825 році.